# Lipová alej Turnov – Sedmihorky
Lipová alej Turnov – Sedmihorky je stromořadí památných stromů jihovýchodně od města Turnova v okrese Semily. Lípy malolisté (Tilia cordata) lemují silnici I/35 (E442) v přibližně 2,1 km dlouhém úseku, počínajícím na jihovýchodním okraji Turnova v osadě Kyselovsko, u benzinové čerpací stanice a odbočky na Pelešany, a končícím v Sedmihorkách u železniční zastávky Karlovice-Sedmihorky. Alej je převážně jednostranná, ve směru od Turnova po pravé (jihozápadní) straně silnice; oboustranný charakter má pouze zhruba 250m úsek v lokalitě Nová Ves. Protože silnice I/35 v popisované oblasti tvoří hranici chráněné krajinné oblasti Český ráj, přísluší do rámce CHKO i ona větší část aleje. Silnice s alejí probíhá otevřenou zemědělskou krajinou po pravé straně úvalu říčky Libuňky, takřka přímo a vrstevnicově, s minimálními výškovými rozdíly. Souběžně se silnicí a stromořadím zde vede i železniční trať Hradec Králové – Turnov.
Alej požívá ochrany od roku 1993. Věk lip přesahuje 150 let, nejmohutnější z nich měří na obvodu 377 cm a dosahuje výšky 27 m. Pohledově není stromořadí souvislé; původní stoleté stromy dnes tvoří spíše nepravidelně přerušované úseky, prokládané novou výsadbou. Ještě při vyhlášení obsahovala alej 160 vzrostlých chráněných stromů; k roku 2012 však tento počet navzdory údržbě postupně klesl na 117. K největšímu odpisu – 27 jedinců – došlo roku 2009, načež v dubnu 2010 zorganizovala Správa CHKO Český ráj výsadbu 60 nových stromků. Na zdravotním stavu lip se negativně podepisuje provoz na rušné silnici, jedné z páteřních komunikací severovýchodních Čech (zejm. vysoké koncentrace přízemního ozonu a zimní posyp solí). Právě zasolená půda obnovu stromořadí dlouhodobě komplikuje, neboť nově vysázené lipky se v těchto podmínkách špatně ujímají.

## Památné a významné stromy vokolí
- Alej Sedmihorky
- Arboretum Bukovina
- Buky na Mariánském hřbitově
- Dub u arboreta Bukovina
- Dub u hotelové školy v Turnově
- Dub u Mikulášského kostela
- Dub v Sedmihorkách
- Duby na Mariánském hřbitově
- Hrušeň na Hruštici
- Lípa Svobody (Turnov)
- Lípa u svatého Antonína
- Lípa u školy v Mašově
- Maškova zahrada
- Modřín před knihovnou Antonína Marka (4,8 km sz.)
- Přáslavické duby
- Přáslavický jírovec
- Roudenská lípa